# Fort McPherson (Territorios del Noroeste)
Fort McPherson (Gwich’in: Teet'lit Zhen En la cabecera de las aguas) es una aldea localizada en la región Inuvik de los Territorios del Noroeste, Canadá. 
Se halla al este de la ribera del Río Peel y a 121 km al sur de Inuvik yendo por la autopista Dempster.
La población era de 776 habitantes de acuerdo al censo canadiense de 2006, un pequeño incremento respecto al censo de 2001. En el censo de 2006, 710 personas fueron identificadas como indígenas, 440 como Primeras Naciones, 50 como Métis, 20 como Inuits (o esquimales), 205 eran de otras etnias indígenas y 50 personas no indígenas.
Para el censo de 2011, la población alcanzó los 792 habitantes, lo que indica un leve aumento de la población.
Los dos idiomas más hablados son el Gwich’in y el inglés. A Fort McPherson se puede llegar por carretera durante todo el año desde Dawson City y Whitehorse, Yukón, con la excepción del rompimiento del hielo en primavera y el congelamiento en otoño del Río Peel. La comunidad es accesible también a través de la Autopista Dempster y cruza el Río Mackenzie en Tsiigehtchic

## Geografía
Fort McPherson se encuentra en las siguientes coordenadas: 67°26′07″N 134°52′55″O / 67.43528, -134.88194

### Clima
| Parámetros climáticos promedio de Aeropuerto de Fort McPherson (1981–2010) | Parámetros climáticos promedio de Aeropuerto de Fort McPherson (1981–2010) | Parámetros climáticos promedio de Aeropuerto de Fort McPherson (1981–2010) | Parámetros climáticos promedio de Aeropuerto de Fort McPherson (1981–2010) | Parámetros climáticos promedio de Aeropuerto de Fort McPherson (1981–2010) | Parámetros climáticos promedio de Aeropuerto de Fort McPherson (1981–2010) | Parámetros climáticos promedio de Aeropuerto de Fort McPherson (1981–2010) | Parámetros climáticos promedio de Aeropuerto de Fort McPherson (1981–2010) | Parámetros climáticos promedio de Aeropuerto de Fort McPherson (1981–2010) | Parámetros climáticos promedio de Aeropuerto de Fort McPherson (1981–2010) | Parámetros climáticos promedio de Aeropuerto de Fort McPherson (1981–2010) | Parámetros climáticos promedio de Aeropuerto de Fort McPherson (1981–2010) | Parámetros climáticos promedio de Aeropuerto de Fort McPherson (1981–2010) | Parámetros climáticos promedio de Aeropuerto de Fort McPherson (1981–2010) |
| Mes                                                                        | Ene.                                                                       | Feb.                                                                       | Mar.                                                                       | Abr.                                                                       | May.                                                                       | Jun.                                                                       | Jul.                                                                       | Ago.                                                                       | Sep.                                                                       | Oct.                                                                       | Nov.                                                                       | Dic.                                                                       | Anual                                                                      |
| -------------------------------------------------------------------------- | -------------------------------------------------------------------------- | -------------------------------------------------------------------------- | -------------------------------------------------------------------------- | -------------------------------------------------------------------------- | -------------------------------------------------------------------------- | -------------------------------------------------------------------------- | -------------------------------------------------------------------------- | -------------------------------------------------------------------------- | -------------------------------------------------------------------------- | -------------------------------------------------------------------------- | -------------------------------------------------------------------------- | -------------------------------------------------------------------------- | -------------------------------------------------------------------------- |
| Temp. máx. abs. (°C)                                                       | 8.9                                                                        | 10.0                                                                       | 10.6                                                                       | 16.7                                                                       | 29.5                                                                       | 32.0                                                                       | 33.3                                                                       | 33.3                                                                       | 27.2                                                                       | 24.1                                                                       | 10.0                                                                       | 9.0                                                                        | 33.3                                                                       |
| Temp. máx. media (°C)                                                      | -23.8                                                                      | -20.8                                                                      | -14.9                                                                      | -4.0                                                                       | 6.9                                                                        | 18.5                                                                       | 20.2                                                                       | 16.4                                                                       | 8.4                                                                        | -4.0                                                                       | -17.2                                                                      | -20.8                                                                      | -2.9                                                                       |
| Temp. media (°C)                                                           | -27.5                                                                      | -24.9                                                                      | -20.3                                                                      | -9.9                                                                       | 2.1                                                                        | 13.0                                                                       | 15.2                                                                       | 11.8                                                                       | 4.6                                                                        | -7.0                                                                       | -20.5                                                                      | -24.4                                                                      | -7.3                                                                       |
| Temp. mín. media (°C)                                                      | -31.1                                                                      | -29.0                                                                      | -25.7                                                                      | -15.7                                                                      | -2.7                                                                       | 7.5                                                                        | 10.2                                                                       | 7.2                                                                        | 0.8                                                                        | -9.9                                                                       | -23.8                                                                      | -28.1                                                                      | -11.7                                                                      |
| Temp. mín. abs. (°C)                                                       | -55.6                                                                      | -55.0                                                                      | -48.9                                                                      | -44.4                                                                      | -25.6                                                                      | -6.7                                                                       | -1.1                                                                       | -6.7                                                                       | -19.5                                                                      | -37.5                                                                      | -46.7                                                                      | -50.6                                                                      | -55.6                                                                      |
| Precipitación total (mm)                                                   | 14.9                                                                       | 14.8                                                                       | 12.7                                                                       | 10.9                                                                       | 17.2                                                                       | 25.5                                                                       | 46.4                                                                       | 39.4                                                                       | 33.1                                                                       | 37.0                                                                       | 29.0                                                                       | 17.0                                                                       | 297.7                                                                      |
| Lluvias (mm)                                                               | 0.0                                                                        | 0.0                                                                        | 0.0                                                                        | 0.3                                                                        | 8.2                                                                        | 25.1                                                                       | 46.4                                                                       | 39.1                                                                       | 25.7                                                                       | 1.2                                                                        | 0.0                                                                        | 0.0                                                                        | 145.9                                                                      |
| Nevadas (cm)                                                               | 14.9                                                                       | 14.8                                                                       | 12.7                                                                       | 10.6                                                                       | 9.0                                                                        | 0.4                                                                        | 0.0                                                                        | 0.3                                                                        | 7.4                                                                        | 36.4                                                                       | 29.0                                                                       | 17.0                                                                       | 152.5                                                                      |
| Días de precipitaciones (≥ 0.2 mm)                                         | 6.4                                                                        | 5.1                                                                        | 6.0                                                                        | 4.1                                                                        | 5.2                                                                        | 7.0                                                                        | 9.9                                                                        | 11.3                                                                       | 11.0                                                                       | 11.8                                                                       | 9.9                                                                        | 6.8                                                                        | 94.3                                                                       |
| Días de lluvias (≥ 0.2 mm)                                                 | 0.0                                                                        | 0.0                                                                        | 0.0                                                                        | 0.2                                                                        | 2.5                                                                        | 6.9                                                                        | 9.9                                                                        | 11.3                                                                       | 8.8                                                                        | 0.8                                                                        | 0.0                                                                        | 0.1                                                                        | 40.4                                                                       |
| Días de nevadas (≥ 0.2 cm)                                                 | 6.4                                                                        | 5.1                                                                        | 6.0                                                                        | 4.0                                                                        | 2.9                                                                        | 0.2                                                                        | 0.0                                                                        | 0.2                                                                        | 2.6                                                                        | 11.2                                                                       | 9.9                                                                        | 6.7                                                                        | 55.1                                                                       |
| Fuente: Environment Canada                                                 |                                                                            |                                                                            |                                                                            |                                                                            |                                                                            |                                                                            |                                                                            |                                                                            |                                                                            |                                                                            |                                                                            |                                                                            |                                                                            |